# Nautilus Pompilius
Nautilus Pompilius («Наути́лус Помпи́лиус») — советская и российская рок-группа, одна из наиболее известных во второй половине 1980-х и в середине 1990-х годов. Основана в Свердловске в 1982 году студентами Свердловского архитектурного института Вячеславом Бутусовым и Дмитрием Умецким. Дебютный альбом «Переезд» был записан в 1983 году.
Состав коллектива неоднократно менялся. Изменениям подвергался также и музыкальный стиль группы. Так, в начальном периоде «Наутилус» играл хард-рок, а во время популярности коллектива в середине 1980-х годов основным жанром являлась новая волна; также творчество группы пересекается со многими направлениями рок-музыки — альтернативный рок, постпанк, готик-рок, арт-рок, симфо-рок, глэм-рок, инди-рок, фолк-рок.
К наиболее известным песням данной группы относятся такие композиции, как «Скованные одной цепью», «Титаник», «Взгляд с экрана», «Прогулки по воде», «Крылья», « Дыхание», «Я хочу быть с тобой» и «Последнее письмо».
5 июня 1997 года после концерта в ГЦКЗ «Россия», получившего название «Последнее плавание», и прощального гастрольного тура по стране группа официально прекратила своё существование. Последними альбомами коллектива стали «Яблокитай» и «Атлантида».

## Название
Официально группа называлась «Nautilus Pompilius» (Nautilus pompilius — вид моллюсков рода наутилусов). На обложках некоторых альбомов коллектива оба слова были написаны заглавными буквами латиницей — «NAUTILUS POMPILIUS», на других — заглавными русскими буквами — «НАУТИЛУС ПОМПИЛИУС». Также группу неофициально называли «Наутилусами», «Нау» или ещё короче — «НП».
Первоначально группа называлась «Али-Баба и сорок разбойников», однако другие свердловские рок-музыканты отрицательно отнеслись к такому наименованию. Название «Наутилус» предложил в 1983 году звукорежиссёр Андрей Макаров по аналогии с «Led Zeppelin». Вскоре музыканты узнали, что в СССР уже есть одноимённая группа во главе с Евгением Маргулисом, незадолго до этого покинувшим «Машину времени». Чтобы избежать путаницы, в 1985 году по инициативе Ильи Кормильцева, с которым группа тогда начала сотрудничество, её название было расширено до «Наутилус Помпилиус».

## История

### Предыстория

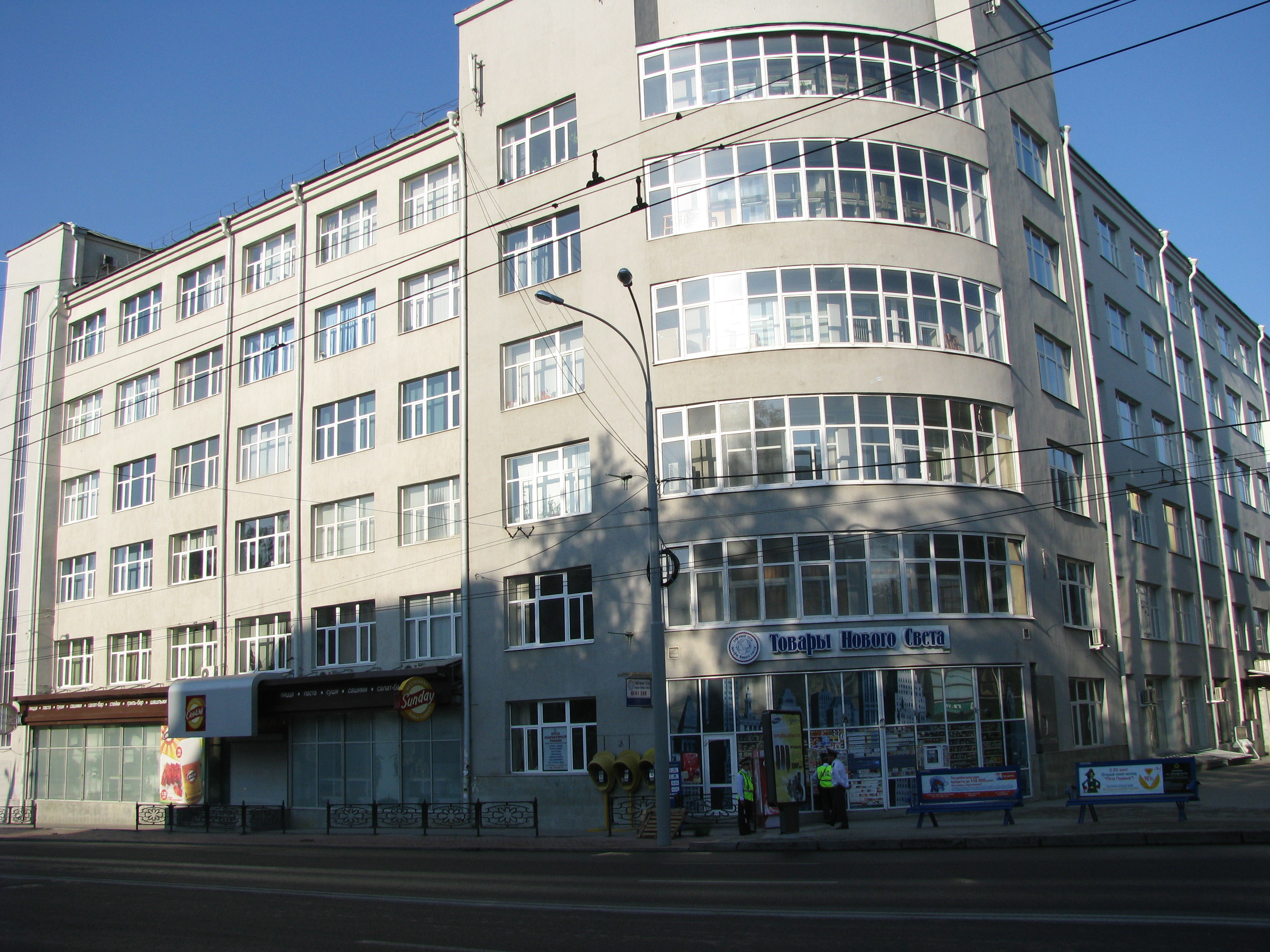
Свердловский архитектурный институт (САИ), в котором учились Бутусов и Умецкий

Появление группы «Nautilus Pompilius» уходит своими корнями в 1978 год, когда «на картошке» состоялось знакомство студентов Свердловского архитектурного института Вячеслава Бутусова и Дмитрия Умецкого. Там у них появилось желание создать рок-группу. Помимо встречи с Бутусовым, Дмитрий Умецкий познакомился и с барабанщиком Игорем Гончаровым, который уже выступал на танцевальных площадках в Челябинске. В колхозе Умецкий и Гончаров поделили музыкальные инструменты: Гончарову достались барабаны, а Умецкому — бас. Однако Вячеслав Бутусов учился в другой группе и занимался музыкой самостоятельно. Сошлись трое студентов лишь на втором курсе.
6 июня 1981 года в ДК «Автомобилист» прошёл городской рок-фестиваль на приз САИ. Увиденное произвело на Бутусова и Умецкого сильное впечатление. Так, например, Дмитрия Умецкого удивила рок-группа «Трек»: «Мы поняли, что если так могут петь люди, живущие на соседних улицах, то значит и мы способны на что-то подобное». Вячеслав Бутусов взял интервью для газеты «Архитектор» у Александра Пантыкина и Насти Полевой. Студенты предприняли попытки сотрудничества с профессиональными музыкантами. Для этого они обратились к Евгению Писаку, которому предложили быть их лидер-гитаристом. Во время репетиции возникали проблемы с ударником: нельзя так просто составить программу из одних и тех же медленных песен.

### Начало творчества

Первый состав группы в 1984 году: Александр Зарубин, Вячеслав Бутусов, Дмитрий Умецкий, Андрей Саднов

Официальной датой создания группы является 10 ноября 1982 года. К коллективу окончательно присоединился гитарист Андрей Саднов. В то же время музыканты записали на магнитной плёнке демоальбом под названием «Али-Баба и 40 разбойников». Позже с новым барабанщиком Александром Зарубиным был записан дебютный альбом «Переезд», выпущенный летом 1983 года под заметным влиянием творчества «Led Zeppelin». Осенью состоялось первое выступление группы в ДК «Автомобилист» на вечере Свердловского архитектурного института. На концерте, посвящённом Дню первокурсника САИ, вместе с «Наутилусом» впервые сыграл клавишник Виктор Комаров по прозвищу «Пифа». «Пифу» пригласили в коллектив потому, что он произвёл впечатление на Александра Пантыкина, игравшего на пианино.
Вместе с «Урфином Джюсом» «Наутилус» отправился на новогоднюю развлекательную программу Свердловского телевидения. В результате появилась первая запись клипа на песню «Пыль снежная», прозвучавшая под Новый год. Это вызвало недовольство со стороны идеологических властей, и материал сразу был стёрт. Случайным образом копия музыкального видео сохранилась. Несмотря на скандал, звукорежиссёр Андрей Макаров вновь пригласил их на запись, однако музыканты отказались от съёмок нового клипа. После окончания Свердловского архитектурного института коллектив покидает Александр Зарубин, а в 1985 году и Андрей Саднов. Зарубин и Саднов не видели особой перспективы в дальнейшем музицировании, решив переключиться на архитектурную деятельность.
Бутусов и Умецкий хотели взять барабанщика Андрея Котова, но тот ответил отказом из-за того, что уже играл с Игорем Скрипкарём. В итоге студенты попросили «Yamaha PS-55» со встроенной драм-машиной у Алексея Хоменко. На ней, начиная с января 1985 года, будет играть Виктор «Пифа» Комаров. Одновременно с этим начинается сотрудничество между Вячеславом Бутусовым и Ильёй Кормильцевым, который до этого работал с «Урфином Джюсом».
С февраля по март 1985 года на квартире был записан альбом «Невидимка», явив собой заметное изменение стиля «Наутилуса», его переориентацию на нововолновую эстетику по примеру ленинградских рок-групп. 9 марта состоялась официальная премьера нового материала. В конце ноября 1985 года группа планировала доделать запись следующего, отличного от «Разлуки», «пост-невидимовского» альбома, который в итоге так и не вышел. На концертнике «Ни кому ни кабельность» (1988) издана версия песни для «пост-невидимовского» альбома «Все, кто нёс» без гитарной партии, которую не успел придумать Бутусов во время записи концертника.
1 июня «Nautilus Pompilius» выступил за пределами Свердловска в Челябинске. Вместе с группой выступала бывшая солистка «Трека» Настя Полева, вошедшая в группу ещё 15 мая. Предполагалось участие Юрия Шевчука, но по неизвестным причинам он не смог приехать. 26 октября был организован подпольный концерт в ДК МЖК в Свердловске, который пришёлся по вкусу зрителям, однако не устроил районную комиссию. Директор дома культуры, который организовал выступление, впоследствии был лишён работы. После этих событий Настя Полева покидает группу и вместе с Егором Белкиным создаёт собственный проект.
Также в 1980-х годах Бутусов и Умецкий параллельно играют в проекте «Степ» бывшего ударника свердловской группы «Трек» Евгения Димова. Музыканты записали единственный альбом «Мост», изданный лишь в конце 1990-х годов как сольник Бутусова.

### Пик популярности
11 января 1986 года группа участвует в концерте в Уралтехэнерго, посвящённом дню рождения Александра Пантыкина. На нём вместе с «НП» впервые появился саксофонист Алексей Могилевский. 22 июня предпринята попытка закрепиться на сцене во время выступления на первом фестивале Свердловского рок-клуба. Под звуки песни «Прощальное письмо» коллектив начал запускать в зал бумажные самолётики, и на сцену стали взбираться другие рок-музыканты. Это послужило основой для начала «наутилусомании».

Классический состав группы на обложке альбома «Раскол»

В июле «Наутилус» записал альбом «Разлука», программа которого была представлена 4 августа. Свердловская подпольная рок-пресса раскритиковала Разлуку, назвав её «явной неудачей группы». 5 сентября группа выступает на открытии сезона Свердловского рок-клуба в ДК имени Свердлова в новом стиле — квазивоенная форма, скупой грим и ещё более скупая, но выразительная в своей сдержанности пластика, позаимствованная у лидера группы «Алиса» Константина Кинчева. Концерты становились практически еженедельными, в результате возникли проблемы: Виктор Комаров, который помимо участия в «Наутилусе», также играл в филармонии в программе юмориста Роберта Исакова. Для решения трудностей был взят второй клавишник Алексей Хоменко. 14 декабря на творческой мастерской рок-клуба Вячеслав Бутусов и Дмитрий Умецкий обратили внимание на барабанщика ВИА РТФ УПИ Альберта Потапкина. От предложения Потапкин не отказался, но и ВИА РТФ УПИ не покинул, тем самым стал участвовать одновременно в двух группах.

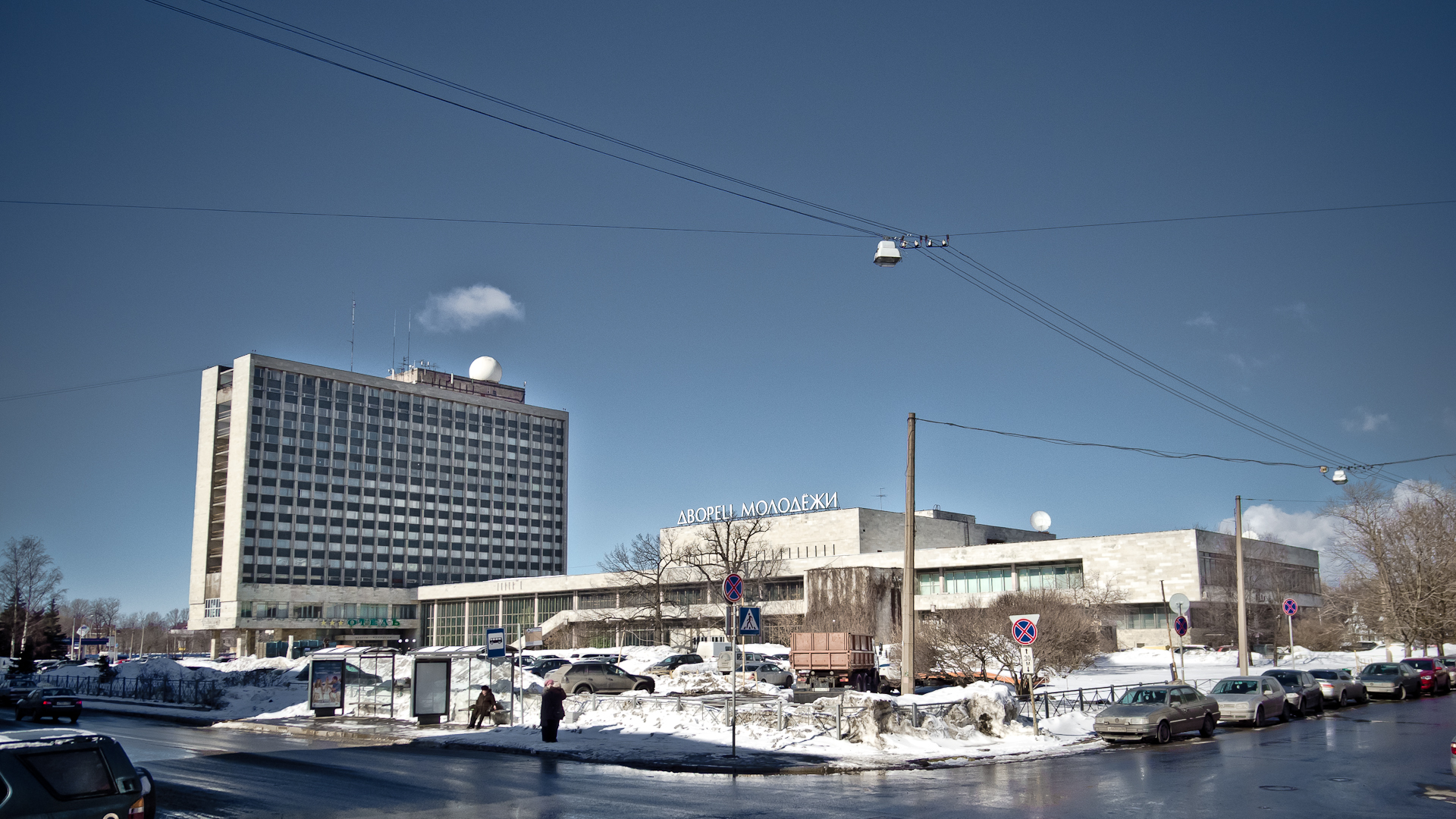
Ленинградский дворец молодёжи, где «Nautilus Pompilius» получил признание зрителей

1987 год стал одним из самых успешных в истории группы. Фестивальные выступления преимущественно имели оглушительный успех. Первый удачный концерт был проведён 4 апреля в Ленинградском дворце молодёжи перед жюри из Союза композиторов. Публика, присутствовавшая на этом выступлении, высоко оценила творчество группы. 28 апреля «Советская культура» выпустила «разгромную» статью, обеспечив группе всесоюзную известность.
3 мая 1987 года группа впервые исполнила песню «Я хочу быть с тобой» — один из своих главных хитов.
Успех коллектива был подкреплён выступлениями на фестивалях «Литуаника-87» в Вильнюсе 23—24 мая, «Подмосковные вечера» в июне.
12 сентября 1987 года группа выступает на фестивале «Подольск-87» (в 2012 году лейбл «Геометрия» выпустил одноимённые бокс-сеты с записью выступлений на фестивале, «Наулилус» вошёл в DVD и CD № 3).
В связи с призывом в армию, 7 июля уходит барабанщик Альберт Потапкин. Последний концерт с его участием прошёл 27—28 июня в Черноголовке. Лишившись ударных инструментов, «Наутилус» некоторое время выступал с драм-машиной. Начиная с сентября вместо ушедшего Альберта Потапкина барабанщиком становится Владимир «Зема» Назимов. 10 октября «Nautilus Pompilius» впервые выступает в Москве в ДК имени Горбунова и 10 декабря — на «Рок-панораме-87». Появились публикации в центральной прессе (первая журнальная публикация — в органе ЦК ВЛКСМ «Смена», № 7, апрель 1988 года, статья Евгения Додолева «Наутилус или Pompilius?»). В конце 1987 года группа уволила звукорежиссёра Андрея Макарова. Его заменил звукооператор Владимир Елизаров.
Также в 1987 году музыканты группы сыграли в первом фильме режиссёра Алексея Балабанова «Раньше было другое время». Название фильма — это цитата из песни группы «Никто мне не поверит» с альбома «Невидимка» (1985).
К 1988 году «Наутилус Помпилиус» становится одной из самых известных рок-групп СССР, составляя конкуренцию таким коллективам, как: «ДДТ», «Аквариум» и «Кино». Популярность группы отчасти была обусловлена её участием в программе «Взгляд». Сергей Ломакин в газете «Музыкальная правда» вспоминал:
«Взгляд» эксплуатировал закономерный интерес публики к социальному року. И показал массовой публике лучшие команды: ДДТ, «Наутилус Помпилиус», «Кино». Это была настоящая гражданская поэзия, и мы пробили этой музыкой брешь в цензурной стене. Параллельно с нами и с нашей помощью на музыкальные площадки страны прорывались подпольные музыканты. На т. н. «большой» планёрке в Останкино один из музыкальных редакторов однажды сказал: «Огромное спасибо «Взгляду» за то, что он открыл стране советский рок». Бутусов, Цой, Шевчук — это литература неравнодушных людей. Тогда музыка делала революцию…
В 1988 году музыканты группы также появляются в камео-ролях второго короткометражного фильма Балабанова «У меня нет друга, или One step beyond».

### Первый распад группы
Параллельно с ростом популярности в группе начали возникать творческие разногласия: большое количество концертов, коммерческий успех, неблагоприятная обстановка в советском рок-сообществе негативно сказывались на отношениях внутри группы. Дмитрий Умецкий считал, что коллективу необходимо прекратить концертную деятельность, сосредоточившись на создании творческих идей и потенциала, однако его предложение не нашло поддержки среди остальных музыкантов. В начале февраля бас-гитарист предъявил ультиматум: если группа не прекратит концертную деятельность и не переедет в Москву, то он выйдет из её состава. Несмотря на это заявление, остальные музыканты проголосовали за продолжение проведения концертов, в результате чего Умецкий покинул «Наутилус». На концерт в Химках в качестве бас-гитариста был временно вызван звукорежиссёр Владимир Елизаров. В феврале группа записывает в студии Александра Кальянова альбом «Князь тишины». Предполагалось, что выпуском нового материала займётся «Sintez Records», однако возникли сложности: заводы отказывались производить продукцию кооперативов, а фирма «Мелодия» мешала планам новых конкурентов, и «Князь тишины» был выпущен лишь в 1989 году.

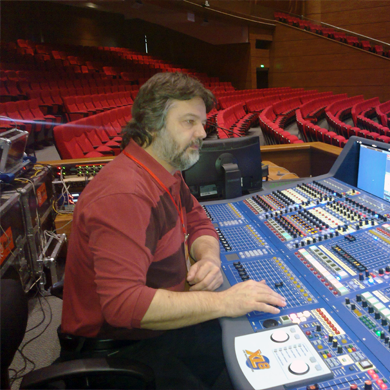
Виктор Алавацкий в 1988 году будет бас-гитаристом «Наутилуса» вплоть до его первого распада, а также станет одним из основателей «Студии НП»

Директор группы Борис Агрест договорился с «Росконцертом» об участии «Nautilus Pompilius» в профессиональных гастролях в Алма-Ате. На момент начала концертов вместо ушедшего Дмитрия Умецкого на бас-гитаре стал играть Виктор Алавацкий — бывший коллега Алексея Хоменко по группе «Слайды». В группе начали появляться финансовые разногласия. Некоторым не нравилось то, что Илья Кормильцев получает ставку музыканта за каждый концерт. «Ни одному текстовику так в мире, наверное, не платили» — утверждал Алексей Могилевский. Виктор Комаров уверен, что ухудшение отношений усугубляли предложения Вячеславу Бутусову о сотрудничестве с московскими коллегами.
Внимание зрителей во время выступления 5 мая в ДК УЗТМ было обращено лишь на вид Вячеслава Бутусова и звук саксофона Алексея Могилевского. Концерт не понравился в основном тем, кто хорошо знал творчество группы: 15 старых песен и 5 новых смотрелись неубедительно. По приглашению лидера «Наутилуса» в июне появился Егор Белкин, который участвовал в коллективе вплоть до его первого распада. Другие музыканты сначала не были согласны с таким решением по включению в состав Егора Белкина. Убедить их Бутусов сумел тогда, когда он объявил, что сам выйдет из «НП». Однако это никак не сказалось на улучшении отношений среди членов «Наутилуса».
Для того, чтобы не было необходимости прекращать гастрольную деятельность, летом «НП» записывает концертный альбом «Раскол» («Отбой»). В него вошли песни, созданные после выхода «Разлуки», и которые по той или иной причине не вошли в «Князя тишины». Студия «Sintez Records», возглавляемая Александром Кутиковым, записала выступление группы на многоканальный магнитофон, но звукооператор Владимир Елизаров остался недоволен сведением. В результате вышло две версии альбома.
Во время проходивших в августе концертов в ГЦКЗ «Россия» многие поклонники начали уходить из зала. В сентябре проходят первые зарубежные выступления «Nautilus Pompilius» в Финляндии (в основном в кинотеатрах перед показом фильма «Серп и гитара»).
14—16 октября на третьем фестивале Свердловского рок-клуба проходит последний концерт «Наутилуса». Осознав несовместимость российского шоу-бизнеса и коллектива, 22 ноября Вячеслав Бутусов объявил о роспуске группы, однако после распада музыканты не бросили творческую деятельность. Так, Виктор «Пифа» Комаров, Владимир Назимов, а также гитарист Николай Петров вошли в состав группы «Ассоциация», организованной Алексеем Могилевским. Владимир Елизаров, Алексей Хоменко и Виктор Алавацкий сформировали группу «Внуки Энгельса» и создали «Студию НП», в которой были записаны альбомы многих свердловских рок-групп.

### «Человек без имени»
Зимой 1989 года Вячеслав Бутусов и Дмитрий Умецкий восстановили отношения и встретились дома у Елены Аникиной. Обоим необходимо было единство, поэтому они назначили друг друга «художественным руководителем» (Дмитрий Умецкий) и «музыкальным руководителем» (Вячеслав Бутусов). В ходе разговоров двое отцов-основателей «НП» обсудили новый альбом и, по достигнутым решениям, стали его записывать. Однако им чувствовалось, что чего-то не хватает. Для этого они пригласили Александра Пантыкина. Раздобыв клавиши, Пантыкин уехал в Москву, откуда переехал на дачу, где жили Бутусов и Умецкий.
Дмитрий Умецкий занимался организаторской деятельностью: он ездил в Москву, где договаривался со спонсорами. Ему не нравилось то, что на документах желали видеть Вячеслава Бутусова, а в это время Вячеслав Бутусов с Александром Пантыкиным записывали черновую запись нового альбома. К ним приезжал Умецкий и делал выводы, что при участии Пантыкина из «Наутилуса» может получится «Урфин Джюс». Переписывались тексты и музыка. Каждая песня практически была сделана в десять вариантов, однако несмотря на то, что Вячеславу Бутусову нравилось работать с Пантыкиным, Дмитрий Умецкий наоборот не одобрял их деятельность. В конце концов «НП» отказался от Пантыкина.
Весной «Наутилус» переехал в Коломяги. Дмитрий Умецкий нашёл новую администрацию для коллектива, а центр научно-технического творчества молодёжи «Эврика» оформил товарный знак «Nautilus Pompilius» и выделил аппаратуру для музыкантов на сумму 75 000 рублей. Начинается работа над кинопроектом «Человек без имени», режиссёром которого стал Виктор Титов, известный по таким фильмам, как «Здравствуйте, я ваша тётя!» и «Жизнь Клима Самгина». Состоялся показ программой «A» клипа на песню «Боксёр», а Вячеслав Бутусов, Дмитрий Умецкий и Елена Аникина дали интервью Артемию Троицкому.
Осенью начинается запись альбома «Человек без имени» при участии Александра Беляева, Игоря Доценко и Игоря Джавад-Заде. В ноябре Вячеславу Бутусову, Илье Кормильцеву и Дмитрию Умецкому была присуждена премия Ленинского комсомола. Илья Кормильцев и Вячеслав Бутусов отказались от неё из-за идеологических соображений. «Так же, как и Илья, я не вижу логики в таких награждениях, и, думаю, премия была присуждена благодаря настойчивости отдельных комсомольских работников.» — ответил Вячеслав Бутусов газете «Аргументы и факты». Дмитрий Умецкий на вручение явился и премию получил.
После окончания 4 декабря записи альбома «Человек без имени» на студии «Ленфильм» Дмитрий Умецкий забрал фонограмму себе, и связи между двумя основателями «Nautilus Pompilius» снова прервались. В «Комсомольской правде» появилась информация о том, что после прекращения дружественных отношений между основателями «Наутилуса» будет выпущен альбом «Человек без имени», однако этот материал будет выпущен лишь в ноябре 1995 года. Дмитрий Умецкий предпринял попытки отстоять право на название «Nautilus Pompilius» через суд. Помимо Умецкого, претензии имел и НТТМ «Эврика», который требовал возвращения аппаратуры, выделенной для записи. Однако Вячеслав Бутусов продолжил выступать под названием «Nautilus Pompilius».

### Новый состав

Новый состав группы в 1990 году: Игорь Джавад-Заде, Гога Копылов, Александр Беляев, Егор Белкин, Олег Сакмаров, Вячеслав Бутусов, Пётр Акимов

В январе 1990 года Вячеслав Бутусов собирает новый состав группы, в который вошли Гога Копылов (экс-Петля Нестерова), Игорь Джавад-Заде (экс-Арсенал), Александр Беляев (экс-Телевизор). «Наутилус» за это время уже успел отрепетировать полдесятка композиций. Дебют обновлённого состава произошёл на рок-фестивале «Голубой воробей», проходившем в Восточном Берлине. Первоначально лидер «НП» не хотел ехать на выступление, считая, что песни не до конца отрепетированы, но остальные музыканты сумели убедить Бутусова, и они отправились в Берлин. На фестивале «Наутилус» исполнил четыре песни. На последней у Беляева порвалась струна, и коллективу пришлось доигрывать композицию уже без него.
По просьбе Вячеслава Бутусова в июне был приглашён Егор Белкин. Лидер «Наутилуса» полагал, что при помощи ещё одного гитариста ему удастся усилить коллектив. 29 июня «Nautilus Pompilius» выступает вместе с «АукцЫоном» и «Поп-механикой» на фестивале «Dawai Rock 'n' Roll», проходившем в Западном Берлине, Ганновере, Гессене, Касселе. 18 июля состоялся концерт «Наутилуса» в нью-йоркском клубе «Kenny’s Castaways» в программе «New Musical Seminar», показанной по MTV. На следующий день коллектив был приглашён выступить в клубе бывшего менеджера «The Yardbirds», где собрались не менее 150 зрителей (большую часть из них составляли представители советской миссии в ООН).
После ряда неудачных попыток записать новый альбом на студии «LRO Music», осенью 1990 года начал распространяться магнитоальбом «Наугад», состоявший из концертных записей в Москве и Ленинграде. Чуть позже в студии на Фонтанке была осуществлена запись, основа которой послужила для альбома «Родившийся в эту ночь», вышедшего лишь в 1991 году из-за нестабильной экономической ситуации в России. Пётр Акимов и Олег Сакмаров вошли в состав «Nautilus Pompilius».
Также в 1990 году вышел поэтический сборник Ильи Кормильцева «Скованные одной цепью», оформленный рисунками Вячеслава Бутусова.
Из-за финансового положения в начале 1991 года из группы выходит Игорь Джавад-Заде. Для коллектива это было серьёзной потерей. Последние выступления с участием барабанщика Игоря Джавад-Заде прошли в конце февраля в Казани. Перед его уходом Вячеслав Бутусов вспомнил о вернувшемся из армии Альберте Потапкине. Потапкин встретился с группой в Перми и, будучи на концерте, был в недоумении после проигранного выступления. Пауза между концертами составила десять дней. За это время Альберт Потапкин успел выучить 22 песни. 8 марта Потапкин снова дебютировал в составе «Nautilus Pompilius». В апреле группа приняла участие в благотворительных акциях, среди которых «Рок против террора» и выступление в Минске в рамках поддержки жертв аварии на Чернобыльской АЭС. Пётр Акимов, который не подходил «Наутилусу», перестал участвовать в его концертах.
Летом директор группы Игорь Воеводин провёл переговоры с ВПТО «Видеофильм» о записи нового материала, и в результате чего состоялась запись альбома «Чужая земля», который вышел осенью 1992 года. Песни «На берегу безымянной реки» и «Прогулки по воде» стали новыми хитами группы, наравне с «Я хочу быть с тобой» и «Скованными одной цепью». В начале лета «Наутилус» отыгрывает концерт, приуроченный к выходу «Родившегося в эту ночь», затем группа отказалась от дальнейших выступлений, сосредоточив свои силы на репетиции нового материала.
Осенью начинается работа над проектом «Отчёт за 10 лет», приуроченного к 10-летию группы «Nautilus Pompilius». Идея проекта состояла в том, чтобы дать ленинградским, московским и свердловским коллективам лучшие композиции «Наутилуса» с целью выпуска сборника кавер-версий и проведения совместных юбилейных концертов. Впервые такая задумка пришла в голову Александру Гноевых, прочитав статью о концерте, посвящённом Джону Леннону, однако для других рок-музыкантов это оказалось непривычным делом. Весной 1993 года фирмой «Jeff Records» был выпущен «Отчёт 1983—1993» — первый трибьют-альбом в истории русского рока. Юбилейные концерты прошли в мае в разных городах: в Ленинградском дворце молодёжи (Санкт-Петербург) и во Дворце культуры имени Горбунова (Москва). В них участие принимали такие рок-группы, как: «Чайф», «Агата Кристи», «Апрельский марш», «Настя», а также «ДДТ», «Алиса» и «Машина времени».

### Закрепление на сцене
Внутри группы опять начались разногласия: в результате «Наутилус» покинули гитаристы Егор Белкин и Александр Беляев. Поэтому к записи альбома «Титаник», демоверсия которого была записана годом раньше при участии музыкантов «Аквариума» и получила название «Титаник на Фонтанке», в качестве гитариста привлекли Вадима Самойлова из «Агаты Кристи», в 1994 году принимавшего участие в концертных выступлениях «Наутилуса», совмещая работу в обеих группах. После записи альбома «Титаник» ушёл из состава и Олег Сакмаров, поскольку он был достаточно плотно занят в «Аквариуме».
Пока тираж нового материала печатался в Германии, Бутусов и Кормильцев запланировали изменения в составе. На место лидер-гитариста Вячеслав Бутусов предлагал молодых людей из петербургских рок-групп, однако, было решено оставить Вадима Самойлова с формулировкой «пока будет позволять „Агата Кристи“». Также предполагалось включение в состав «Наутилуса Помпилиуса» Сергея Галанина (бас-гитара, СерьГа) и Андрея Муратова (клавиши, экс-ДДТ), однако надежды не оправдались. Например, вместо Андрея Муратова коллектив предпочёл Алексея Могилевского, который уже был знаком с новым материалом, а также сыграл саксофоновое соло в одном из вариантов песни «Колёса любви».
Между «Наутилусом» и тандемом директоров Владимир Месхи — Леонид Ланда в марте 1994 года был подписан договор о сотрудничестве на год. Свою деятельность Месхи и Ланда начали с того, что профинансировали съёмки клипа к песне «Титаник» и оплатили аренду базы «Наутилуса Помпилиуса» в Санкт-Петербурге для подготовки над концертной версией альбома. Вскоре была организована пресс-конференция, посвящённая грядущему выходу альбома «Титаник». В считанные недели два молодых человека сделали из «вечно раскачиваемого из стороны в сторону „Наутилус“» в «акулу» зарождающегося российского шоу-бизнеса. Альбом «Титаник» был выпущен 28 апреля 1994 года. Согласно официальным данным, за год было продано 35 000 компакт-дисков с новым альбомом. Группа вернула себе былую известность.
На начало июня Владимир Месхи и Леонид Ланда решили провести презентацию альбома в ГЦКЗ «Россия». С учётом сроков Вадим Самойлов и Алексей Могилёвский создали концертную версию программы. Перед выступлением в Киеве стало известно, что Самойлов возвращается в «Агату Кристи». К тому моменту, спонсором его группы стала компания «Росремстрой», а также появились возможности «Агаты Кристи» для проведения концертов в стране. Для замены Вадима Самойлова Алексей Могилевский предложил «Наутилусу» своего коллегу по «Ассоциации» Николая Петрова. В это же время фирмой «Moroz Records» были переизданы ранние альбомы «Наутилуса Помпилиуса» («Переезд», «Невидимка», «Разлука», «Князь тишины», «Ни кому ни кабельность», «Наугад»).
12—13 июня 1994 года состоялась презентация программы «Титаник» в ГЦКЗ «Россия». Концерт транслировался программой «A». Запись выступления была выпущена на компакт-дисках под названием «Титаник Live». За лето и осень группа дала около 50 концертов в России. Проведённый в сентябре концерт в Берлине, посвящённый выводу из Германии российских войск, подорвал отношения между Вячеславом Бутусовым и тандемом Владимира Месхи и Леонида Ланды. С точки зрения коллектива, директора снимали деньги со счетов для того, чтобы закрыть финансовую брешь после презентации программы «Титаник» и поездки в Германию. Но Месхи считает, что Вячеслав Бутусов никогда не погружался в нюансы и не владел полной информацией, доверяя Илье Кормильцеву. В результате чего, контракт между группой и тандемом Месхи — Ланда был прекращён. Новым директором «Наутилуса Помпилиуса» в 1995 году становится Александр Пономарёв.

3 марта 1995 года группа отыграла большой концерт в ДК имени Горбунова. Затем на студии «Леннаучфильм» с марта по июнь был записан альбом «Крылья», выпущенный в конце года, а в августе состоялся релиз одноимённого сингла для трансляции на «Европа Плюс». Премьера новой программы состоялась в Минске. Позже прошли гастрольные туры в России, Великобритании и Израиле. Несмотря на то, что было продано 25 000 компакт-дисков и 270 000 компакт-кассет с альбомом «Крылья», альбом не был воспринят людьми как нечто чрезвычайно важное, а средства массовой информации стали чаще критиковать группу. Самым мягким высказыванием в этой связи является замечание газеты «МузОБОЗ»:
Никогда уже не всплыть, торпедированному нынешним торжеством киркоровщины и попсятины, завораживающе уральскому «Наутилусу» на сладко-либидинозную вершину успеха конца 80-х, никогда...
Вывод, сделанный после вышеприведённых событий, оказался простым: «Наутилусу Помпилиусу» с поп-исполнителями не по пути в идеологическом смысле и в использовании коммерческих приёмов. Несмотря на печальный опыт, который полностью исчерпал себя, перед коллективом открывались новые перспективы для развития.
После презентации «Крылья» в Санкт-Петербурге, в феврале 1996 года группа начинает работу над акустической программой под названием «Лучшие песни», идея которой была воплощена ещё летом в 1995 году. С одной стороны, благодаря телевизионному шоу MTV Unplugged, где музыканты исполняют песни на акустических инструментах. С другой стороны, коллективу не раз приходилось выступать под акустику, когда отсутствовала усилительная аппаратура: например, в эфире на «Радио 101» или на «Би-би-си». Сами музыканты чувствовали необыкновенный приход новых сил, репетируя старые песни. «Было очень легко играть. За первые четыре дня мы собрали двадцать песен, а за неделю их оказалось около тридцати» — вспоминает гитарист группы Николай Петров. Душевный подъём в особенности ощущал барабанщик Альберт Потапкин, вспоминая то время, когда он впервые вошёл в состав «Nautilus Pompilius». Презентация программы «Акустика» состоялась с 1 по 3 марта в ДК имени Горбунова. Запись одного из концертов выпустили на компакт-дисках и видеокассетах под названием «Акустика».
7 сентября состоялась презентация первого в России CD-ROM под названием «Погружение». Изначально предполагалось выпустить к весне 1996 года, однако, как оказалось, у группы не имелось систематического архива. Сам CD-ROM был приурочен к юбилейному выпуску — за это время «Наутилус Помпилиус» выпустил 100 песен. В него также вошли новые композиции «Труби, Гавриил!» и «Три хита», исполненная в Московском дворце молодёжи. Илья Кормильцев предложил назвать его «Наутилусоведение», но решили использовать более сокращённый вариант «Погружение в жизнь». Осенью состоялось открытие официального сайта группы. Архивировано 31 октября 2018 года..

### Второй распад группы
Последними альбомами группы стали «Яблокитай», записанный c ноября по декабрь на «Fairview Studio» Бутусовым и Кормильцевым в конце 1996 года в Англии при участии Бориса Гребенщикова и английского музыканта Билла Нельсона, который стал его продюсером, и «Атлантида» — сборник ранее записанных песен «Наутилуса», по тем или иным причинам не вошедших в другие альбомы, сведённый в октябре 1997 года в Екатеринбурге на студии «Tutti», принадлежащей Александру Пантыкину. Перед выходом «Яблокитая» Вячеслав Бутусов и Илья Кормильцев дали интервью русской службе Би-би-си, в которой лидер «Наутилуса» объявил о роспуске группы. «Мы пришли к выводу, что группа „Nautilus Pompilius“ достаточно исчерпала себя, хотя нужно было прийти к этому давным-давно уже, но у нас не хватало смелости» — ответил Вячеслав Бутусов Севе Новгородцеву. Песни из этих двух и других альбомов вошли в саундтрек к фильму Алексея Балабанова «Брат», где Бутусов появляется также в небольшой роли, играя самого себя. После выхода фильма в широкий прокат группа вновь обретает былой успех. 5 июня 1997 года был проведён концерт в ГЦКЗ «Россия», получивший название «Последнее плавание», а также одноимённый прощальный гастрольный тур по стране. Последний официальный концерт состоялся 14 июня 1997 года в Екатеринбурге на крытом хоккейном корте стадиона «Юность», после которого группа официально прекратила своё существование.

### После распада

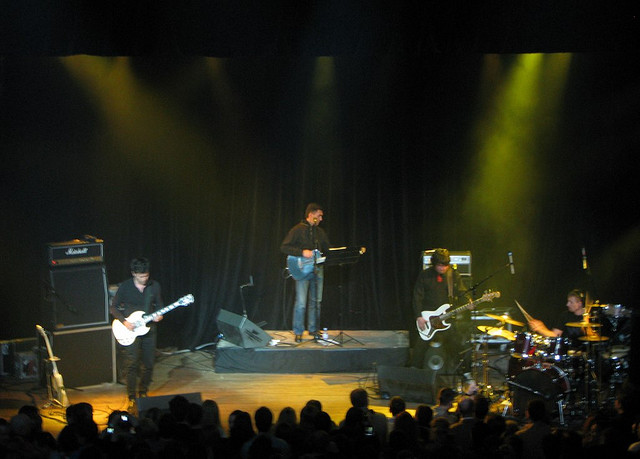
Вячеслав Бутусов с группой «Ю-Питер» в 2007 году

#### Альбомы и концерты
В 2000 году выходит фильм Алексея Балабанова «Брат 2», в саундтрек которого вошла песня «Наутилуса» «Последнее письмо» из альбома «Невидимка» (1985) в исполнении детского хора под управлением М. И. Славкина и самой группы .
В 2001 году состоялся релиз концертного акустического альбома Бутусова «Тихие игры», 9 песен которого из репертуара «Nautilus Pompilius», но при этом песни, написанные Ильёй Кормильцевым в альбом не вошли.
Разовые воссоединения «Наутилуса» происходили 13 января 2003 года на фестивале «Старый новый рок» в Екатеринбурге и 8 августа 2004 года на «Нашествии-2004». На «Нашествии-2004» вместе с «НП» присутствовал лидер группы «Агата Кристи» Вадим Самойлов.
В 2008 году состоялся концерт, посвящённый 25-летию группы «Наутилус Помпилиус». Специально к юбилею Бутусов и группа «Ю-Питер» подготовили 10 хитов «Наутилуса» разных лет в новой трактовке. Кроме этого, свои версии песен «Наутилуса» записали другие известные рок-группы России, такие как: «Машина времени», «Алиса», «Пикник», «Ночные Снайперы», «Мумий Тролль», «Настя», Найк Борзов, а также украинская — «Вопли Видоплясова» и др. Все композиции собраны на двойном альбоме-сборнике «Нау Бум», презентация которого, наряду с празднованием дня рождения Nautilus Pompilius, состоялась в Санкт-Петербурге (13 декабря) и в Москве (17 декабря).
В декабре 2008 года группа «Ю-Питер» во главе с Вячеславом Бутусовым отправилась в тур «Нау Бум», в рамках которого исполняла песни «Наутилуса» (по его итогам было записано два видеоконцерта).
В 2012 году Бутусов и группа «Ю-Питер» записала концертный альбом «10-Питер», большая часть которого — треки из репертуара «Наутилуса», в том числе с текстами Ильи Кормильцева. Часть композиций была исполнена дуэтами с другими музыкантами.
Осенью 2013 года коллектив дал ряд концертов, посвящённых 30-летию «Нау», по итогам этих выступлений выпущен концертный альбом «НауРок».
В 2013—2014 годах прошли три концерта под названием «НАУ — 30 лет под водой» в городах Москва, Санкт-Петербург и Екатеринбург. В частности, в Екатеринбурге состоялось воссоединение группы составом: Вячеслав Бутусов, Андрей Саднов, Виктор Алавацкий, Алексей Хоменко, Виктор Комаров, Владимир Елизаров и Владимир Назимов. Алексей Могилевский также желал присоединиться к участию в концерте, но организаторы отказались от его приглашения. По результатам концерта в Санкт-Петербурге выпущено концертное видео. Этот концерт отчасти является трибьютом, поскольку песни группы исполнили другие музыкальные коллективы.
В начале 2017 года выходит трибьют-альбом «Иллюминатор» с песнями разных музыкантов на стихи Ильи Кормильцева. В альбом вошли 7 песен из репертуара группы «Наутилус Помпилиус», а в записи принял участие Вячеслав Бутусов.
3 июля 2017 года Бутусов представил совместную с пианисткой Екатериной Мечетиной видеоверсию концерта-спектакля «Пробуждённая радость», в которой вошли песни «Наутилуса» в новых версиях — «Сёстры печали» и «Большое сердце» из альбома «Яблокитай» (1997), «Бедная птица» из «Атлантиды» (1997), «Золотое пятно» и «Дыхание» из «Крыльев» (1995), «Прогулки по воде» из «Чужой земли» (1992), «Последнее письмо» из «Невидимки» (1985) и «Ястребиная свадьба» из «Переезда» (1983).
В ноябре 2017 года, к 35-летию группы, Вячеслав Бутусов выпустил сборник «Гудбай, Америка!», состоявший из песен группы в новых аранжировках.
В октябре 2021 года Бутусов анонсировал переиздание полной дискографии «Наутилуса» на виниловых пластинках, серия получила название «Авторизованная коллекция». Альбомы выйдут в полном виде, в надлежащем качестве и в оригинальном оформлении. Бутусов выступил продюсером серии, реставрацией звука занимается Евгений Гапеев, оформлением художник Александр Коротич, выпустит серию Олег Коврига, основатель лейбла «Отделение „Выход“». В серию войдёт сборник Бутусова «Гудбай, Америка!» (2017) из перезаписанных песен Наутилуса с ранее неизданной новой версией песни «Зверь» из альбома «Титаник» (1994).
4 декабря 2021 года в подмосковном Crocus City Нall прошло выступление новой группы В. Бутусова — «Орден Славы», приуроченное к его 60-летию. Этот концерт почти полностью состоял из песен группы Nautilus Pompilius. Музыкальный критик Алексей Мажаев в своей рецензии отмечал: «Плейлист юбилейного концерта вызовет трепет у любого давнего поклонника „Наутилуса Помпилиуса“… Список песен — грандиозный, но есть одна загвоздка. Вернувшись к репертуару „Нау“, Бутусов перезаписал нетленки с новым составом музыкантов… и звучание, возможно, стало более чётким и качественным, но что-то из музыки ушло безвозвратно… Поэтому старые хиты „Нау“ лучше слушать в оригинале…».
С 2022 года Бутусов и «Орден Славы» проводят концертный тур к 40-летию «Наутилуса».
4 июня 2023 года вышло видео с выступлением группы «Орден Славы» в программе канала НТВ «Квартирник у Маргулиса», при этом программа полностью состояла из песен репертуара «Наутилуса».

#### Последующие события
После распада «Наутилуса» Вячеслав Бутусов вместе с Юрием Каспаряном записали саундтрек «НезаконНоРождённый АльХимик доктор Фауст — Пернатый Змей», выпущенный в 1997 году, а в 1998 году вышел первый сольный альбом Вячеслава Бутусова «Овалы», записанный также при участии Олега Сакмарова. Через два года последовали выпуски студийных альбомов Вячеслава Бутусова с разными музыкантами: «Элизобарра-Торр», записанный при участии группы «Deadушки», а также «Звёздный падл», повторяющий опыт «НезаконНоРождённого».
В свою очередь, после распада группы в 1997 году, поэт группы Илья Кормильцев и её сессионный музыкант 1990—1994 годов Олег Сакмаров основали электронный проект «Чужие». Проект записал единственный альбом, с которым планировались гастроли, но случился дефолт 1998 года и планы рухнули, проект распался. Сакмаров выпустил записанный альбом под названием «Химический ангел» в США, а Кормильцев со своей женой Алесей Маньковской этот же альбом под названием «Чужие. Подполье» в Москве.
В 2001 году Вячеслав Бутусов прекратил сольную деятельность и основал группу «Ю-Питер», в которой вошли: Юрий Каспарян (экс-Кино), Евгений Кулаков (экс-Эль Койта), а также Олег Сакмаров.
4 апреля 2002 года после продолжительной болезни умирает гитарист группы в 1994—1997 годах Николай Петров.
В 2003 году Илья Кормильцев возглавил издательство «Ультра.Культура», специализировавшееся на публикации радикальных и контркультурных текстов. Бывшие коллеги по группе негативно оценивали деятельность издательства Кормильцева, Дмитрий Умецкий писал, что получил от Кормильцева свежевыпущенную книгу «Отсос» и из-за названия даже читать не стал, а Бутусов, разрешив продавать книгу перед концертом к 35-му юбилею «Нау», запретил продажи буквально за час до начала.
Летом 2006 года Бутусов выступил перед активистами движения «Наши», после чего Илья Кормильцев обратился с открытым письмом в адрес музыканта, в котором заявил: «Я не хочу, чтобы наёмные гопники, оттягивающиеся за счёт налогоплательщиков, внимали стихам, которые я писал сердцем и кровью». Вскоре, 4 февраля 2007 года Кормильцев умер в Лондоне от опухоли позвоночника в неоперабельной стадии.
В 2007 году выходит фильм Валерия Пендраковского «Бегущая по волнам» по одноимённому роману Александра Грина. Для фильма в 2005 году группа «Кипелов» записала песню «Талисман (Чёрный ангел)» на музыку бывшего участника группы Nautilus Pompilius Дмитрия Умецкого и композитора Юрия Чернавского, стихи бывшего поэта «Наутилуса» Ильи Кормильцева.
2 февраля 2012 года состоялась премьера документального фильма об Илье Кормильцеве «Зря ты новых песен…» режиссёров Александра Рожкова и Олега Раковича. В фильме приняли бывшие музыканты группы — Вячеслав Бутусов, Алексей Могилевский, Владимир Назимов и Настя Полева. 13 февраля 2016 года Кормильцеву посмертно присуждена премия «Нашего радио» «Чартова дюжина» за вклад в развитие российской рок-музыки.
13 декабря 2017 года о группе вышел документальный фильм «Наухаус» (Nauhaus) режиссёра Олега Ракович, посвященный первым творческим шагам Бутусова.
Песня группы «Последнее письмо» («Гудбай, Америка») из альбома «Невидимка» (1985) дала название российскому фильму Сарика Андреасяна «Гудбай, Америка», вышедшему 8 октября 2020 года и звучит в конце фильма.

## Творчество

### Истоки
Музыкальные критики считают, что наибольшее влияние на творчество «Наутилуса» оказали британские рок-группы «The Cure», «Led Zeppelin» (альбом «Переезд»), музыкант Дэвид Боуи, а также «Аквариум». Сам лидер «НП» указывает на коллективы «Урфин Джюс», «Кино», «Алиса» и «Аквариум», а в основе творчества Ильи Кормильцева лежат стихи Томаса Элиота, Боба Дилана и Дэвида Боуи.

### Авторство
Тексты песен альбома «Переезд» были написаны Вячеславом Бутусовым и Дмитрием Умецким, а также использовались русские переводы стихотворений венгерских поэтов Эндре Ади и Лёринца Сабо. Появление песен на стихи Ади и Сабо в альбоме «Переезд» Бутусов объяснил присутствием в них мистического смысла, который был популярен среди рок-музыкантов. Начиная с 1986 года и вплоть до распада группы Илья Кормильцев являлся автором практически всех текстов композиций, многие из которых впоследствии станут известными. Первоначально тексты Кормильцева лежали в основе группы «Урфин Джюс», а первой песней «Наутилуса», записанная на его стихах, является «Пыль снежная», записанная для новогодней передачи Свердловского телевидения.
Отвечая на вопрос Владимиру Преображенскому, Илья Кормильцев сказал, что он с Вячеславом Бутусовым друг друга хорошо понимали:
Если я отдаю ему стихи, какие нравятся — на те он пишет, а на те, которые не нравятся, — не пишет, и я у него не спрашиваю: почему? Если он приносит потом какие-то песни, то я ставлю, там, крестики, когда работаем над альбомом: что вот это пойдёт, а это не пойдёт. Это очень хороший способ для сотрудничества на самом деле.
Илье Кормильцеву было интересно работать с Бутусовым и Умецким, о чём он признавался в разговоре с Егором Белкиным. Сами члены «Наутилуса» были довольны сотрудничеством с Кормильцевым. По мнению Дмитрия Умецкого, Илья совершенно писал фирменные тексты. Андрей Матвеев упоминает, что Вячеслав Бутусов почувствовал стихи Кормильцева, как Илья проникся музыкой Вячеслава Бутусова. «До сих пор, как слушаешь это, слёзы на глаза наворачиваются. И дело не в ностальгии, просто это гениальные песни» — рассказывал Матвеев.
Несмотря на то, что тексты Ильи Кормильцева использовали многие свердловские рок-группы, Вячеслав Бутусов мог точно передать их и привнести ощущение индивидуальности и исключительности.

### Стиль
Ранняя музыка Nautilus Pompilius приближена к хард-року. Вокальная манера Вячеслава Бутусова схожа со стилями Роберта Планта и Джимми Пейджа, музыкантов Led Zeppelin. «Переезд» является единственным альбомом группы, выдержанным в тяжёлом жанре. Композиция «Каждый вздох», предназначавшаяся для неизданного альбома, является последней песней «Наутилуса», записанной зимой 1986 года в стиле хард-рок.
Смена музыкального направления произошла в 1984 году, когда Вячеслав Бутусов и Илья Кормильцев приезжали в Ленинград, посещая концерты «Кино» и «Аквариума». Впечатления, полученные во время выступлений ленинградских рок-групп, повлияли на их дальнейшую ориентацию. «Мы не могли позволить себе живые барабаны в ночных условиях. Так что новая волна была для нас идеальным вариантом», — утверждал Бутусов. Таким образом был записан альбом «Невидимка», явив собой заметное изменение стиля «Наутилуса», его переориентацию на нововолновую эстетику.
Для периода популярности группы 1986—1988 годов были характерны аранжировки синтезаторов и сочетание голоса и саксофона, из-за чего коллектив неоднократно подвергался критике по причине склонности к поп-музыке. Отличием «Наутилуса» являлся и яркий сценический внешний вид, характерный для исполнителей глэм-рока: военная форма, грим и выразительная в своей сдержанности пластика, позаимствованная у лидера группы «Алиса» Константина Кинчева. Дмитрий Умецкий определил музыкальное направление группы как «романтический рок» или «постромантизм».
Возрождение группы в 1990 году ознаменовался сменой стиля музыки: вместо клавишных инструментов и саксофона основной упор делается на жёсткое гитарное звучание. Тем не менее, Александр Беляев и Гога Копылов в своих предыдущих коллективах ориентировались на музыку, с которой тогда «Наутилус» мало имел общего. По вспоминанием Копылова, Nautilus Pompilius ему не нравился из-за допотопного звучания клавиш. Вскоре оказалось, что к новому звуку стремился и Вячеслав Бутусов. «Теперь меня привлекают новые монстры — The Rolling Stones, Игги Поп, Лу Рид». Во время выступления 17 марта 1990 года на четвёртом фестивале Свердловского рок-клуба свердловские зрители были в недопонимании: перед ними стоял другой Nautilus Pompilius, который связывал лишь вокал Бутусова и стихи Кормильцева. Появилась жёсткая гитарная динамика, структурированная в сложные ритмические рисунки.

### Тематика песен
Во время популярности «Наутилуса» в 1980-х годов в текстах песен больше всего рассматривалась социальная тематика. Так, например, песня «Скованные одной цепью», по мнению Вячеслава Бутусова — программа к действию, где очень много всего сказано и не договорено. Эта композиция могла вызвать ряд вопросов из партийного руководства из-за того, что она имела острую социальную и политическую направленность.
По поводу смысла песен Илья Кормильцев ответил в интервью журналу «Юность»:
Я исторический стоик, как я это называю. Моя позиция: можно быть хорошим, светлым, можно чего-то добиться, можно кого-то победить, но в целом история человеческая, даже не в рамках больших масштабов, а каждого индивидуального человека, семьи, города,— это довольно горькая повесть. В нашей музыке просвечивает горький альтруизм… 
В начале 1990-х годов подход к текстам изменился: теперь вместо социальных проблем уже рассматривались религиозные и философские. Это ярко отражено в песне «Прогулки по воде», которая представляет собой изменённый библейский сюжет. Тем не менее, Вячеслав Бутусов опроверг легенду о религиозности в композиции «Прогулки по воде», ответив, что это, скорее всего, притча общечеловеческого характера.

## Критика
Записанный в июне 1986 года альбом «Разлука» был раскритикован свердловской рок-прессой, назван неудачной попыткой группы, также «Разлуку» сравнили с творчеством «ДДТ». Александр Житинский, известный под псевдонимом «Рок-дилетант», положительно отнёсся к «Разлуке»: когда он впервые услышал песню «Взгляд с экрана», то завизжал от восторга и стал звонить своему другу Сергею Фирсову. Фирсов, отвечая на вопрос Житинского, сказал, что это играет группа Nautilus Pompilius. «Отлично аранжированное звучание группы от „бедных“, скупых звучаний ленинградской школы рок-музыки. Для адептов ленинградского рока не было более страшного обвинения, чем обвинение в „попсе“. Однако, вникнув в тексты, все в конце концов признали за „Наутилусом“ принадлежность к року».
Музыкальный критик и журналист Артемий Троицкий, описывая выступление группы на фестивале «Литуаника-87», отметил, что «Наутилус» произвёл на него сильное впечатление, однако его смутила мелодика большинства песен в стиле поп-музыки, что вызвало у Троицкого сходство с «Машиной времени» начала 1980-х годов, а также с вокально-инструментальными ансамблями. По его мнению, именно мужское обаяние Вячеслава Бутусова сделало группу известной в СССР спустя несколько месяцев. «Стильная и по текстам весьма вызывающая ново-волновская группа из Свердловска. Каждый последующий альбом лучше предыдущего, поэтому „Наутилус“, пожалуй, лучшая русская группа за пределами Москвы и Ленинграда» — ответил Артемий Троицкий.
Оценивая альбом «Чужая земля», Илья Легостаев от газеты «Московский комсомолец» написал, что соло на саксофоне и звуки клавишных исчезли, а вместо них уже звучали гитары, и такое решение пошло в пользу коллектива. Романтические песни, популярные в начале перестройки, сменились жесткими, ритмичными, в меру сентиментальными композициями. «Безусловно, „Чужая земля“, „На берегу“, „Монгольская степь“ и акустическая баллада „Прогулки по воде“ могли бы стать хитами, но сейчас на отечественном музыкальном рынке сложилась иная конъюнктура, и на высокие места в хит-парадах Бутусову и сотоварищам, видимо, рассчитывать уже приходится с большим трудом». По его мнению, если тогда композиции были похожи на пространные импровизации, то сейчас появилась лаконичность и необходимая для студийных работ плотность звучания.
Мнения по поводу вышедшего в 1994 году альбома «Титаник» разошлись. Так, критики рекламно-информационного вестника «Иванов» сказали, что «Титаник» оказался лиричным, в меру сдержанным, а также достаточно стройным. В этой рецензии отрицательно оценивается песня «Тутанхамон», назвав её как «погремушкой, нелепой привязкой, не понятно к чему и зачем», а композицию «Титаник» — «пафосом и букетом штампов». «Мысль тривиальна и ясна, как невеста под фатой. Текст песни напоминает рисунок на фольге — глаз слепит, а узора нет» — так критики высказались по поводу песни «Титаник». Однако, они приводят и возможные хиты такие, как «Утро Полины», «Негодяй и ангел», «Колёса любви», но самую лучшую из альбома приводят композицию «Воздух». По поводу возможного провала «Титаника» так же высказался другой критик от газеты «Московский комсомолец», отметив, что в новом материале люди могут услышать аналоги песен «Шар цвета хаки» и «Казанова», однако «Титаник» представляет собой не как копию «Разлуки», а совершенную ступень в эволюции именно той самой субстанции.
После выхода альбома «Крылья» «Наутилус» стал часто подвергаться критике со стороны средств массовой информации. Так, например один из критиков высказался, что группа не услышала порывы собственной интуиции, подсказывающей, что к данному альбому могут подойти и другие названия. «Песни не цепляли — ни музыкой, ни словом, но „Крылья“ постепенно понравятся и они запомнятся рефренами и ритмичными кодами в песнях „Дыхание“ и „Жажда“». Отрицательное мнение сложилось у Марины Леско, ответив, что недавно вышедший альбом доказал, что за Бутусовым нет философии жизни.
К одной из последних работ «Наутилуса» под названием «Яблокитай» критики отнеслись сдержанно. Обозреватель «Музыкальной газеты» отмечает, что альбом не ровен, но видит, что, экспериментируя со звуком, Вячеслав Бутусов пытается или найти себя прежнего, или выйти на новый творческий уровень. Александр Малюков подчеркнул, что все песни сливаются в единый звуковой фон. Слова практически не имеют смысла. В этом альбоме ему была интересна песня «Люди на холме», упоминая о том, что пел Борис Гребенщиков в своей песни «Сидя на красивом холме». Обозреватель сказал, что «видится некая возвышенность, засиженная российскими рок-идолами, как обертка от растаявшего мороженого мухами». Однако замечает и отрицательное: песня «Апельсиновый день» по его мнению, звучит прямо как «Алюминиевые огурцы».

## Награды
- Премия Ленинского комсомола (1989)

## Премии
| Год  | Премия                | Номинация                                                                                     | Результат |
| ---- | --------------------- | --------------------------------------------------------------------------------------------- | --------- |
| 1987 | «Литуаника-87»        | «Лучшая группа»                                                                               | Победа    |
| 1987 | «ZD Awards-87»        | «Лучший певец»                                                                                | Номинация |
| 1987 | «ZD Awards-87»        | «Лучшая группа»                                                                               | Номинация |
| 1987 | «ZD Awards-87»        | «Лучшая песня» — («Шар цвета хаки», «Скованные одной цепью», «Прощальное письмо», «Казанова») | Номинация |
| 1988 | «ZD Awards-88»        | «Лучшая группа»                                                                               | Победа    |
| 1988 | «ZD Awards-88»        | «Лучшая песня» — («Я хочу быть с тобой»)                                                      | Победа    |
| 1988 | «ZD Awards-88»        | «Лучшая песня» — («Скованные одной цепью»)                                                    | Номинация |
| 1988 | «ZD Awards-88»        | «Лучший певец»                                                                                | Номинация |
| 1988 | «Хит-парад ТАСС»      | «Лучшая песня» — («Я хочу быть с тобой»)                                                      | Номинация |
| 1988 | «Музыкальный марафон» | «Лучшая песня» — («Я хочу быть с тобой»)                                                      | Номинация |
| 1988 | «Музыкальный марафон» | «Лучшая песня» — («Скованные одной цепью»)                                                    | Номинация |
| 1988 | «Музыкальный марафон» | «Лучшая песня» — («Последнее письмо»)                                                         | Номинация |
| 1988 | «Хит-парад МЭ»        | «Лучший альбом» — (Разлука)                                                                   | Победа    |
| 1989 | «Хит-парад ТАСС»      | «Лучшая группа»                                                                               | Номинация |
| 1989 | «Хит-парад ТАСС»      | «Лучшая песня» — («Я хочу быть с тобой»)                                                      | Номинация |
| 1992 | «Хит-парад НВ»        | «Лучшая песня» — («Скованные одной цепью»)                                                    | Номинация |
| 1992 | «Хит-парад НВ»        | «Лучшая песня» — («Последнее письмо»)                                                         | Номинация |
| 1995 | «Овация»              | «Лучшая рок-группа»                                                                           | Победа    |
| 1996 | «Хит-парад Семёрки»   | «Лучшая песня» — («Дыхание»)                                                                  | Победа    |
| 1996 | «Хит-парад Семёрки»   | «Лучший ретро-альбом» — (Разлука)                                                             | Победа    |

## Рейтинги
- 31 декабря 1999 года «Наше радио» огласило список «100 лучших песен русского рока в XX веке», составленный на основе выбора радиослушателей. «Nautilus Pompilius» представлен в нём семью песнями: «Последнее письмо» (5-е место), «Я хочу быть с тобой» (15-е место), «Взгляд с экрана» (46-е место), «Шар цвета хаки» (73-е место), «Титаник» (77-е место), «Тутанхамон» (83-е место), «Скованные одной цепью» (94-е место)[202].
- В 2004 году «Комсомольская правда», в соответствии с опросом читателей, назвала «Nautilus Pompilius» пятой по влиятельности группой за всю историю отечественного рока в top-101[203].
- В 2010 году альбом «Князь тишины» занял 40-е место в списке «50 лучших русских альбомов всех времён», составленном журналом «Афиша» по итогам опроса молодых российских музыкантов[204].
- В 2011 году песня «Скованные одной цепью» вошла в список «100 песен, изменивших нашу жизнь», составленный редакцией журнала TimeOut[205].
- В 2014 году появился список «500 лучших песен „Нашего радио“», составленный на основе выбора радиослушателей. «Nautilus Pompilius» представлен в нём семью песнями: «Я хочу быть с тобой» (3-е место), «Крылья» (39-е место), «Дыхание» (47-е место), «Скованные одной цепью» (87-е место), «Последнее письмо» (143-е место), «Тутанхамон» (174-е место), «Прогулки по воде» (308-е место)[7].

## Состав

### Последний состав
- Вячеслав Бутусов — вокал, гитара (1982—1988, 1989, 1990—1997, 2003, 2004, 2013, 2014)
- Илья Кормильцев — тексты, сопродюсер (1985—1988, 1989, 1990—1997; умер в 2007)
- Альберт Потапкин — ударные (1986—1987, 1991—1997, 2004, 2013)
- Алексей Могилевский — клавишные, бэк-вокал, саксофон (1986—1988, 1994—1997, 2003, 2004, 2013)
- Гога Копылов — бас-гитара (1990—1997, 2004, 2013)
- Николай Петров — гитара (1994—1997; умер в 2002)

### Бывшие участники
- Дмитрий Умецкий — бас-гитара, бэк-вокал (1982—1988, 1989)
- Игорь Гончаров — ударные (1982)
- Александр Зарубин — ударные (1982—1984)
- Андрей Саднов — гитара (1982—1985, 2014)
- Виктор «Пифа» Комаров — клавишные (1985—1988, 2004, 2014)
- Настя Полева — вокал (1985, 2004, 2013)
- Алексей Хоменко — клавишные (1986—1988, 2003, 2014)
- Владимир «Зема» Назимов — ударные (1987—1988, 2004, 2014)
- Владимир Елизаров — бас-гитара, гитара (1988, 2014)
- Виктор Алавацкий — бас-гитара (1988, 2003, 2014)
- Егор Белкин — гитара (1988, 1990—1993, 2003, 2004, 2013)
- Александр Беляев — гитара (1989, 1990—1993, 2013)
- Игорь Джавад-Заде — ударные (1989, 1990—1991, 2013)

### Сессионные музыканты
- Александр Пантыкин — клавишные в альбомах «Переезд» и «Человек без имени» (1983, 1989)
- Игорь Доценко — ударные в альбоме «Человек без имени» (1989, умер в 2014[206])
- Пётр Акимов — виолончель в альбоме «Наугад» (1990—1991)
- Олег Сакмаров — духовые в альбомах «Наугад», «Чужая земля» и «Титаник» (1990—1994)
- Борис Гребенщиков — вокал в альбомах «Отчёт 1983—1993», «Титаник на Фонтанке», «Яблокитай» (1993, 1997)
- Вадим Самойлов — гитара, клавишные, бубен, звукорежиссура, программирование, продюсирование в альбоме «Титаник», а также клавишные и программирование в альбоме «Атлантида» (1993—1994)

### Продюсирование
- Александр Пантыкин (1982—1983, альбом «Переезд»)
- Франк Остерланд (ФРГ) (1990, альбом «Наугад»)
- Илья Кормильцев (1993—1997, альбомы «Титаник», «Крылья», «Атлантида»)
- Билл Нельсон (1996—1997, альбом «Яблокитай»)

### Менеджмент
- Александр Калужский, Константин Ханхалаев (1987)
- Борис Агрест (1988)
- Дмитрий Гербачевский (1989, 1990—1991)
- Андрей Кузьмин (1991)
- Игорь Воеводин (1991—1993)
- Владимир Месхи, Леонид Ланда (1994)
- Александр «Хип» Пономарёв (1995—1997)

### Звукорежиссура
- Андрей Макаров (1982, 1985—1987; запись альбомов «Разлука», 1986, «Наугад», 1990, демоверсия альбома «Чужая земля», 1991)
- Владимир Елизаров (1988)
- Леонид Порохня, Дмитрий Тарик (группа «Урфин Джюс») (запись альбома «Невидимка», 1985)
- Александр «Полковник» Гноевых (помощь при записи альбома «Переезд» (1983), 1990—1997 запись альбомов «Человек без имени», «Чужая земля», «Титаник», «Крылья»)
- Александр Кальянов (запись альбома «Князь тишины», 1988)
- Александр Кутиков (запись альбома «Отбой», 1988)
- Франк Остерланд (ФРГ) (запись альбома «Наугад», 1990)
- Билл Нельсон (Англия) (запись альбома «Яблокитай», 1996—1997)

### Художественное оформление альбомов
- Александр Коротич («Чужая земля», «Титаник», «Яблокитай»)
- Ильдар Зиганшин («Переезд», «Невидимка», «Разлука», «Отбой»)

## Дискография

### Студийные альбомы
- 1983 — Переезд
- 1985 — Невидимка
- 1986 — Разлука
- 1989 — Князь тишины
- 1990 — Наугад
- 1991 — Родившийся в эту ночь
- 1992 — Чужая земля
- 1994 — Титаник
- 1995 — Человек без имени (записан в 1989 году)
- 1996 — Крылья
- 1997 — Яблокитай
- 1997 — Атлантида

### Концертные альбомы и видео
- 1993 — Отбой (концерт в ГЦКЗ «Россия», Москва, 4 августа 1988 года)
- 1994 — Титаник Live (концерт в ГЦКЗ «Россия», Москва, 13 июня 1994 года)
- 1994 — Ни кому ни кабельность (концертные записи 1987—1988 гг., в том числе запись концерта в Новосибирске 11 апреля 1987 года)
- 1996 — Раскол (концерты в Омске, октябрь 1988 года; в альбоме вырезаны шумы и аплодисменты зала, что в сочетании с отработанным до автоматизма после многочисленных концертов, которые давала группа в то время, исполнением делает звучание альбома близким к студийному; список композиций практически повторяет альбом «Отбой»)
- 1996 — Акустика (Лучшие песни) (концерт в ДК им. Горбунова, Москва, 2 марта 1996 года)
- 1997 — Подъём (концерт в Таллине, 21 июня 1987 года)

### Синглы
- 1994 — Титаник
- 1995 — Крылья

Следующие песни являются наиболее выдающимися и известными (по мнению "Наше Радио", 1999 год)
1. Последнее письмо (5 место)
2. Я хочу быть с тобой (15 место)
3. Взгляд с экрана (46 место)
4. Шар цвета хаки (73 место)
5. Титаник (77 место)
6. Тутанхамон (83 место)
7. Скованные одной цепью (94 место)

## Поэтический сборник
- 1990 — Скованные одной цепью. Поэтический сборник Ильи Кормильцева, оформленный рисунками Бутусова.

## Nautilus Pompilius в кинематографе
В художественном фильме «Зеркало для героя» показано несколько эпизодов концерта группы. Прозвучали фрагменты песен ««Гудбай, Америка» » и «Казанова».